# Jacob van Walscapelle
Jacob van Walscapelle (Dordrecht, 1644 – Amsterdam, 1727), fou un pintor barroc neerlandès especialitzat en bodegons i flors.
Batejat Jacobus Cruydenier, va adoptar com altres membres de la seva família l'àlies d'un besavi. La seva formació va deure començar a Dordrecht i, si s'ha de jutjar per la pintura d'una perspectiva arquitectònica inventariada en aquella ciutat el 1729, és possible que en els seus inicis treballés gèneres diversos del bodegó. De 1664 a 1667 va ser deixeble de Cornelis Kick a Amsterdam on va romandre fins a la seva mort i podria haver exercit càrrecs municipals.
Especialitzat en bodegons de flors i fruites, inicialment confosos amb els del seu mestre, va ser influït principalment en les obres pintades a partir de 1670 pels anomenats "bodegons d'aparell" de Jan Davidszoon de Heem tant en la seva composició variada com en la utilització de fruites exòtiques i altres aliments costosos.